# Vallisneria
Vallisneria L., 1753 è un genere di piante acquatiche d'acqua dolce appartenente alla famiglia Hydrocharitaceae.

## Etimologia
Il nome scientifico è stato scelto da Linneo in onore del medico naturalista Antonio Vallisneri (1661–1730).

## Descrizione
È una specie erbacea acquatica, sommersa, con fusti brevi e foglie tutte basali, lunghissime e sottili, quasi come nastri trasparenti; i fiori sono dioici, i maschili disposti in spighe tozze avvolte da brattee, quelli femminili isolati su lunghi peduncoli avvolti a spirale e protetti da una brattea tubulosa e bifida.

## Biologia
Sommersi al pari del resto della pianta, i fiori si sviluppano sul fondo delle acque stagnanti o di lento corso ed una volta raggiunta la maturità si portano alla superficie di queste con diversa modalità: nei pistilliferi infatti il peduncolo a spirale si allunga sempre più fino a far sporgere sul pelo dell'acqua la corolla del fiore, mentre quelli maschili si distaccano e giungono anch'essi alla superficie aprendosi come tante barchette costituite dai petali, dal cui bordo sporgono gli stami carichi di polline.
Le correnti dell'acqua e dell'aria permettono prima o poi che alcuni di tali stami impollinino i fiori femminili facilmente urtati da questi galleggianti singolari. Compiuta la fecondazione il peduncolo dei fiori femminili si ritrae nuovamente sott'acqua, accorciandosi, e porta con sé l'ovario fecondato, da cui maturerà un minuscolo frutto di forma subcilindrica.

## Tassonomia
Il genere comprende le seguenti specie:
- Vallisneria americana Michx.
- Vallisneria anhuiensis X.S.Shen
- Vallisneria annua S.W.L.Jacobs & K.A.Frank
- Vallisneria australis S.W.L.Jacobs & Les
- Vallisneria caulescens F.M.Bailey & F.Muell.
- Vallisneria denserrulata (Makino) Makino
- Vallisneria erecta S.W.L.Jacobs
- Vallisneria longipedunculata X.S.Shen
- Vallisneria nana R.Br.
- Vallisneria natans (Lour.) H.Hara
- Vallisneria rubra (Rendle) Les & S.W.L.Jacobs
- Vallisneria spinulosa S.Z.Yan
- Vallisneria spiralis L.
- Vallisneria triptera S.W.L.Jacobs & K.A.Frank